# Путилка
Пути́лка (інші назви — Путила, Путилівка) — річка в Українських Карпатах, у межах Путильського району Чернівецької області. Права притока Черемошу (басейн Дунаю). 

## Опис
Довжина річки 42 км, площа басейну 391 км². Долина V-подібна (завширшки 100—300 м). Заплава асиметрична, переривчаста, завширшки від 40—60 до 100—150 м. Річище помірно розгалужене, порожисте, є багато островів. Ширина річища 5—15 м, Похил річки 18 м/км. Живлення мішане, з переважанням дощового, нерідко бувають паводки, інколи дуже руйнівні. На окремих ділянках береги річки укріплені. 

## Розташування
Путилка бере початок на північно-східних схилах хребта Путилли, на південний захід від села Плоска. Тече спочатку на північний схід і північ, а в межах Верховинсько-Путильського низькогір'я — переважно на північний захід і північ. 
Над річкою розташовані смт Путила і декілька сіл.

## Притоки
Демен, Лустун, Фошки, Поркулин , Храбусна, Листовець, Котлерівка, Бісків (праві); Рипень, Сторонець, Свиненки , Дихтинець, Миші (ліві). 

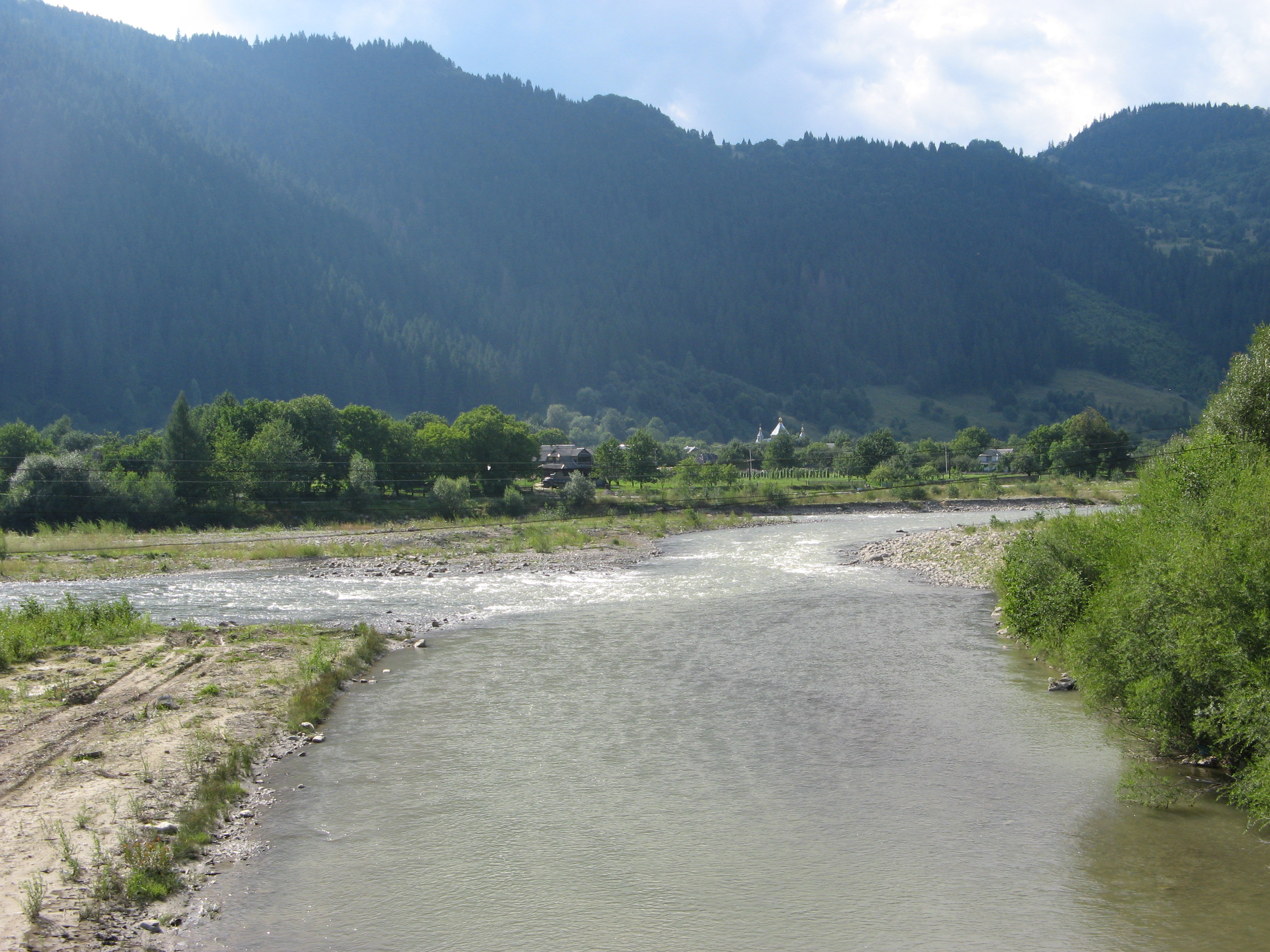
Гирло Путилки (на передньому плані)